# Nectandra acutifolia
Nectandra acutifolia är en lagerväxtart som först beskrevs av R. & P., och fick sitt nu gällande namn av Carl Christian Mez. Nectandra acutifolia ingår i släktet Nectandra och familjen lagerväxter. Inga underarter finns listade i Catalogue of Life.